# Apanteles gentilis
Apanteles gentilis är en stekelart som beskrevs av Nixon 1967. Apanteles gentilis ingår i släktet Apanteles, och familjen bracksteklar. Inga underarter finns listade.